# Los Torreones
Los Torreones es un yacimiento arqueológico del municipio español de Albacete, ubicado en el paraje del mismo nombre, en El Salobral.

## Descripción
El yacimiento se encuentra en el paraje que le da nombre, en el barrio albaceteño de El Salobral, al sur de la ciudad de Albacete. Se trata de un gran establecimiento romano, una villa romana y necrópolis con varios siglos de existencia. Los primeros hallazgos en este lugar se dataron a principios del siglo XX. Antes de 1990 se descubrió un importante ajuar metálico de bronce decorado con escenas mitológicas y temas báquicos, conservado en el Museo de Albacete.
El poblamiento está datado desde los inicios de época ibérica. El yacimiento está situado junto a la antigua laguna del Salobral, actualmente desecada. En 2000 se documentaron nuevos restos romanos, como un gran conjunto de sarcófagos y materiales de construcción, así como dos soportes epigráficos.